# 47P/Ashbrook-Jackson
47P/Ashbrook–Jackson és un cometa periòdic en el sistema solar. S'estima que el nucli del cometa té 5,6 quilòmetres de diàmetre.
El cometa 47P/Ashbrook-Jackson va ser descobert per Joseph Ashbrook i Cyril Jackson el 1948. 47p està en el seu nom perquè era el 47è cometa periòdic descobert. Ashbrook-Jackson és el nom dels seus dos descobridors.

## Aparicions
- 28 d'octubre de 2025
- 10 de juny de 2017
- 31 de gener de 2009
- 6 de gener de 2001
- 14 de juliol de 1993
- 24 de gener de 1986
- 19 d'agost de 1978
- 13 de març de 1971
- 2 d'octubre de 1963
- 6 d'abril de 1956
- 4 d'octubre de 1948